# Paola Adorno Brignole Sale
Pour les articles homonymes, voir Brignole.
Paola Adorno, marquise de Brignole Sale est une noble génoise du XVIIe siècle, restée célèbre grâce au portrait d'elle peint par Antoine Van Dyck en 1627, qui se trouve aujourd'hui au Palazzo Rosso à Gênes.

## Biographie
Paola Adorno était la fille d'un premier lit de Giovan Battista Adorno (avec Paola Spinola). Elle eut un frère (Filippo) et une sœur (Emilia) nés du mariage de son père avec Violante Giustiniani. Les trois enfants eurent de multiples liens avec la famille Brignole.

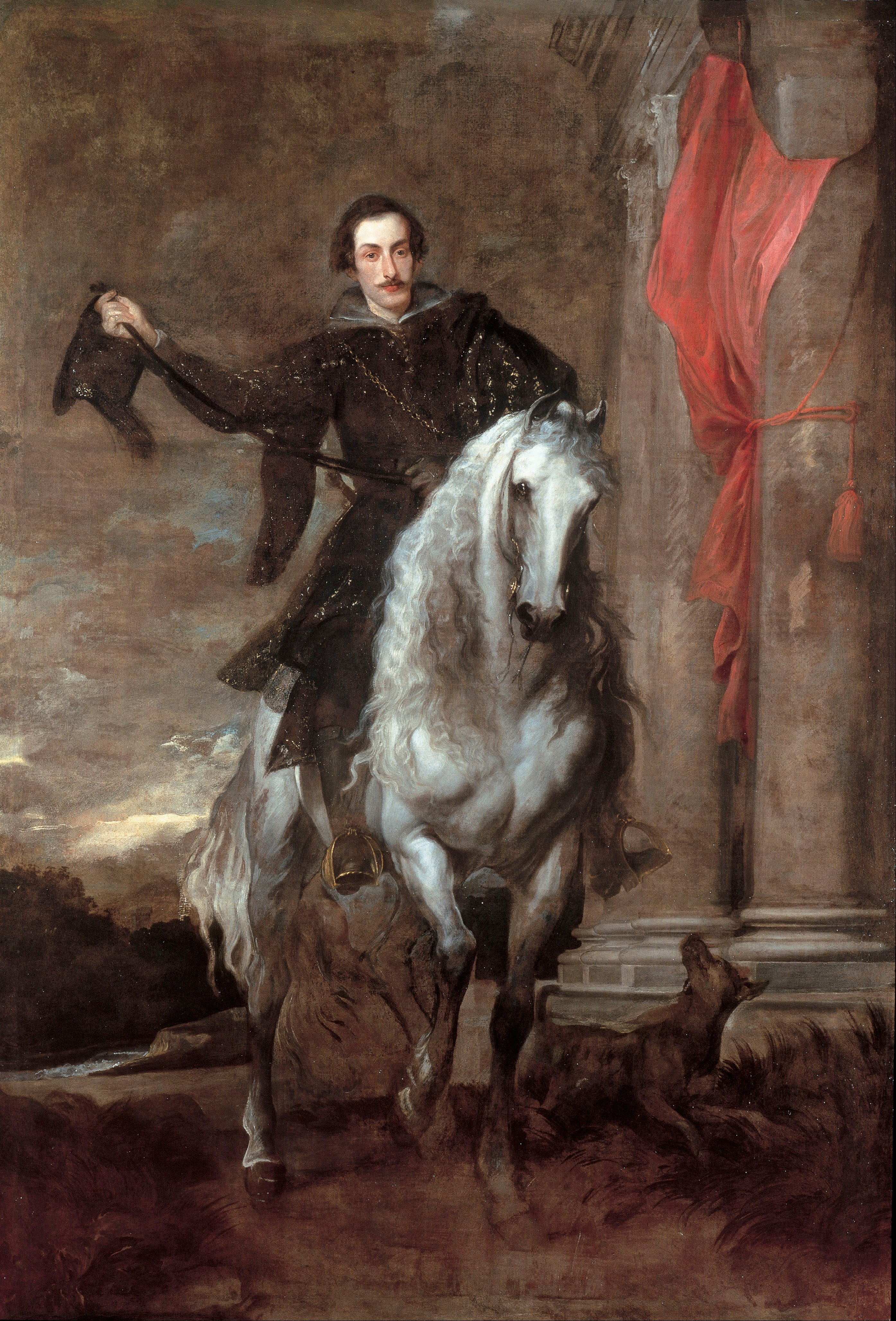
Anton Giulio Brignole-Sale, son époux
pendant de son portrait par Van Dyck

## Portraits par Van Dyck
- Portrait de Portrait de Paolina Adorno, marchesa di Brignole Sale, 1626,  (286 × 151 cm), Frick Collection, New York[2]
- Portrait de Paolina Adorno Brignole-Sale, 1627 (286 × 151 cm), pendant du portrait équestre de son époux, 286 × 151 cm, Musei di Strada Nuova, Palazzo Rosso, Gênes